# Flandra de Vest
Flandra de Vest (neerlandeză West-Vlaanderen, franceză Flandre occidentale), este o provincie din regiunea Flandra din Belgia. Capitala este Bruges și este divizată în opt arondismente. 

## Comune
Fladra de Vest conține 64 de comune, grupate în opt arondismente administrative, din care 22 au titlul de oraș.
| | Arondismentul Bruges: | Arondismentul Diksmuide: |
| | - 05. Beernem - 06. Blankenberge - 08. Bruges - 09. Damme - 24. Jabbeke - 25. Knokke-Heist - 43. Oostkamp - 53. Torhout - 61. Zedelgem - 63. Zuienkerke | - 14. Diksmuide - 19. Houthulst - 26. Koekelare - 28. Kortemark - 35. Lo-Reninge                                                        |
| Arondismentul Oostende: | Arondismentul Roeselare: | Arondismentul Tielt: |
| - 07. Bredene - 10. De Haan - 15. Gistel - 20. Ichtegem - 39. Middelkerke - 42. Oostende - 45. Oudenburg                                                                            | - 18. Hooglede - 22. Ingelmunster - 23. Izegem - 32. Ledegem - 34. Lichtervelde - 40. Moorslede - 48. Roeselare - 51. Staden                            | - 03. Ardooie - 13. Dentergem - 38. Meulebeke - 44. Oostrozebeke - 46. Pittem - 49. Ruiselede - 52. Tielt - 59. Wielsbeke - 60. Wingene |
| Arondismentul Kortrijk: | Arondismentul Ypres: | Arondismentul Veurne: |
| - 02. Anzegem - 04. Avelgem - 12. Deerlijk - 16. Harelbeke - 29. Kortrijk - 30. Kuurne - 33. Lendelede - 36. Menen - 50. Spiere-Helkijn - 56. Waregem - 58. Wevelgem - 63. Zwevegem | - 17. Heuvelland - 21. Ypres - 31. Langemark-Poelkapelle - 37. Mesen - 47. Poperinge - 55. Vleteren - 57. Wervik - 62. Zonnebeke                        | - 01. Alveringem - 11. De Panne - 27. Koksijde - 41. Nieuwpoort - 54. Veurne                                                            |

1. ↑   https://web.archive.org/web/20171219014506/http://statbel.fgov.be/fr/statistiques/chiffres/environnement/geo/occupation_sol_cadastre/, arhivat din original la 19 decembrie 2017 Lipsește sau este vid: |title= (ajutor)